# 莱昂 (朗德省)
莱昂（法語：Léon，法語發音：[leɔ̃] ⓘ）是法国朗德省的一个市镇，属于达克斯区。

## 地理
莱昂（43°52'37"N, 1°18'11"W）面积64.45 平方千米，位于法国新阿基坦大区朗德省，该省份为法国西南部沿海省份，是法國本土面积第二大的省，北起吉倫特省，西临大西洋，南至大西洋比利牛斯省，东临热尔省，东北与洛特-加龍省接壤。
与莱昂接壤的市镇（或旧市镇、城区）包括：阿聚尔、卡斯泰茨、马热斯克、梅桑日、莫列茨和马、圣米歇尔-埃斯卡吕斯、苏斯通、维耶勒-圣日龙。

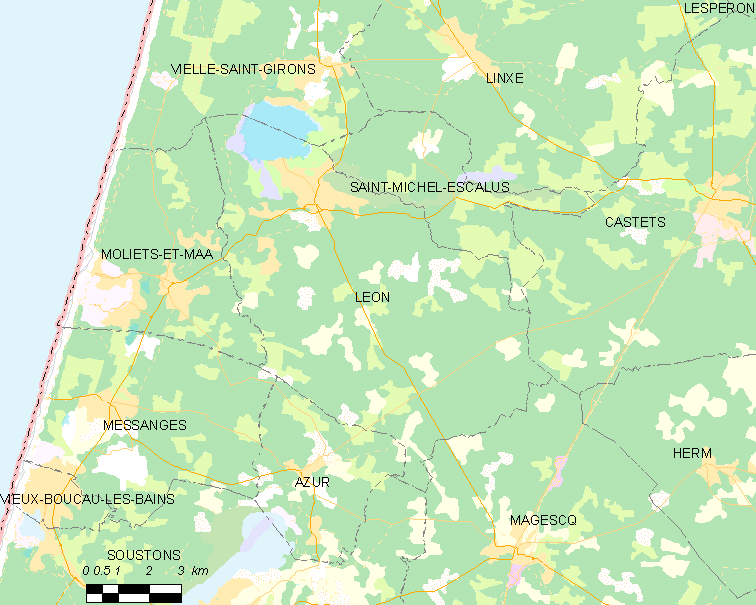
的OSM定位图

莱昂的时区为UTC+01:00、UTC+02:00（夏令时）。

## 行政
莱昂的邮政编码为40550，INSEE市镇编码为40150。

## 政治
莱昂所属的省级选区为银色海岸县。

## 人口

1962-2008年间人口变化图示

莱昂于2022年1月1日时的人口数量为2182人。